# Commonwealth Games 2010/Badminton
Bei den Commonwealth Games 2010 im indischen Neu-Delhi wurden im Badminton fünf Einzelwettbewerbe und ein Mannschaftswettbewerb ausgetragen.
Die Wettkämpfe fanden vom 4. bis 14. Oktober 2010 im Siri Fort Sports Complex (Wettkämpfe; acht Felder) und Saket Sports Complex (Training; sechs Felder) statt.

## Teilnehmer
| - Australien (10) - Barbados (4) - England (10) - Falklandinseln (5) - Guernsey (2) - Ghana (6) - Indien (10) - Isle of Man (4) - Jamaika (7) | - Jersey (2) - Kanada (9) - Kenia (6) - Malaysia (10) - Malediven (5) - Mosambik (2) - Mauritius (7) - Nigeria (6) - Nordirland (4) | - Neuseeland (8) - Sambia (3) - Schottland (8) - Seychellen (5) - Singapur (10) - Sri Lanka (6) - Uganda (8) - Wales (7) |

## Medaillengewinner
| Disziplin    | Gold | Silber | Bronze |
| ------------ | --- | --- | --- |
| Herreneinzel | Lee Chong Wei | Rajiv Ouseph | Kashyap Parupalli |
| Dameneinzel  | Saina Nehwal | Wong Mew Choo | Elizabeth Cann |
| Herrendoppel | Koo Kien Keat Tan Boon Heong | Anthony Clark Nathan Robertson | Hendra Wijaya Hendri Kurniawan Saputra |
| Damendoppel  | Jwala Gutta Ashwini Ponnappa | Shinta Mulia Sari Yao Lei | Tang Hetian Kate Wilson-Smith |
| Mixed        | Koo Kien Keat Chin Eei Hui | Nathan Robertson Jenny Wallwork | Chayut Triyachart Yao Lei |
| Mannschaft   | Malaysia Chan Peng Soon Lydia Cheah Li Ya Chin Eei Hui Goh Liu Ying Muhammad Hafiz Hashim Koo Kien Keat Lee Chong Wei Tan Boon Heong Wong Mew Choo Woon Khe Wei | Indien Sanave Thomas Aparna Balan Chetan Anand Jwala Gutta Rupesh Kumar Ashwini Ponnappa Aditi Mutatkar Saina Nehwal Kashyap Parupalli Valiyaveetil Diju | England Chris Adcock Mariana Agathangelou Carl Baxter Elizabeth Cann Anthony Clark Heather Olver Rajiv Ouseph Nathan Robertson Jenny Wallwork Gabrielle White |

## Medaillenspiegel

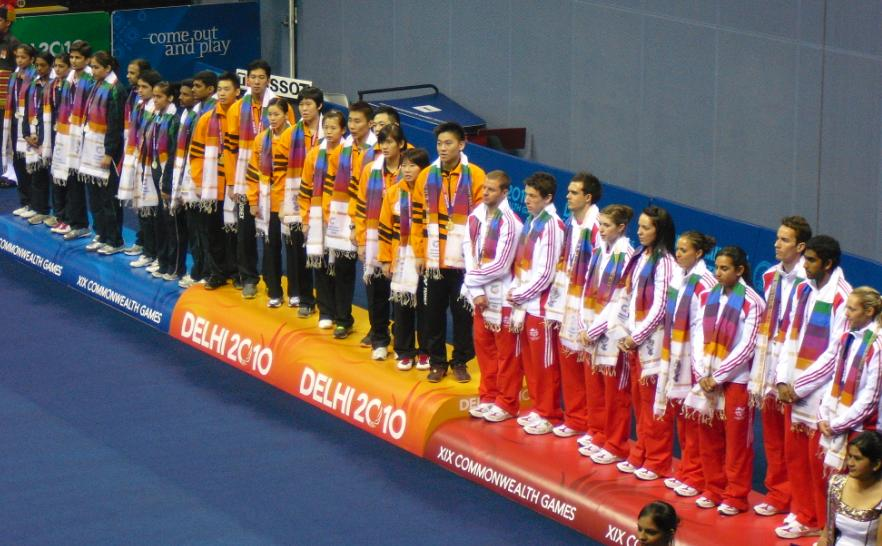
Siegerehrung des Mannschaftswettbewerbs

| Platz | Land       |   |   |   | Total |
| 1     | Malaysia   | 4 | 1 | 0 | 5     |
| 2     | Indien     | 2 | 1 | 1 | 4     |
| 3     | England    | 0 | 3 | 2 | 5     |
| 4     | Singapur   | 0 | 1 | 2 | 3     |
| 5     | Australien | 0 | 0 | 1 | 1     |
|       | Total      | 6 | 6 | 6 | 18    |